# Lipiec 2007

## 2 lipca 2007
- Izraelski sąd skazał Mordechaja Vanunu na karę pół roku więzienia za naruszenie nałożonych na niego ograniczeń w kontaktach z zagranicznymi dziennikarzami[1].

## 3 lipca 2007
- W Kielcach zaginęła 11-letnia Magda. Dziewczynkę ostatni raz widziano w tunelu koło dworca. Zarejestrowały to kamery[2].

## 4 lipca 2007
- Alan Johnston, korespondent BBC porwany w marcu w Palestynie, został zwolniony przez terrorystów[3].
- Rosyjskie miasto Soczi zostało wybrane, podczas obrad Międzynarodowego Komitetu Olimpijskiego, organizatorem 22. Zimowych Igrzysk Olimpijskich[4].

## 6 lipca 2007
- W wypadku autokarów, w Falsztynie koło Nowego Targu zostało rannych 27 osób[5].

## 7 lipca 2007
- Odbyła się światowa seria koncertów rock i pop na 7 kontynentach pod nazwą Live Earth, poświęcona problemowi globalnego ocieplenia[6].
- Papież Benedykt XVI wydał motu proprio Summorum Pontificum na podstawie którego ułatwił odprawianie mszy zgodnie z rytem trydenckim[7].
- W zamachu bombowym w Emerli, miasteczku na północy Iraku zginęło ponad 150 osób[8].
- W Lizbonie zostało ogłoszone nowe siedem cudów świata[9].

## 8 lipca 2007
- Premier Jarosław Kaczyński wraz z wicepremierami Lepperem, Giertychem i Gosiewskim i grupą innych członków rządu wziął udział we mszy z okazji 15. pielgrzymki Rodziny Radia Maryja w Częstochowie[10].
- Firma Boeing zaprezentowała nowy samolot pasażerski Boeing 787 Dreamliner[11].

## 9 lipca 2007
- Minister Sportu Tomasz Lipiec podał się do dymisji[12].
- Wicepremier i Minister Rolnictwa i Rozwoju Wsi Andrzej Lepper został odwołany przez prezydenta Lecha Kaczyńskiego z obu stanowisk[13].
- MAEA zaaprobowała wysłanie inspektorów ONZ do Korei Północnej w celu rozpoczęcia procedury zamknięcia reaktora atomowego w Jongbjon[14].
- W Zimbabwe, w ramach walki z wynoszącą 9000% inflacją, ponad 1300 sklepikarzy ukarano za niepodporządkowanie się wezwaniom do obniżenia cen o połowę[15].

## 10 lipca 2007
- Szef Samoobrony Andrzej Lepper – wbrew wcześniejszym zapowiedziom – oświadczył, że jego partia „warunkowo pozostaje w koalicji” z PiS i LPR; szef Samoobrony nie wróci jednak do rządu. Wcześniej na posiedzeniu klubu parlamentarnego posłowie Samoobrony poparli wyjście partii z rządu[16].
- Armia pakistańska rozpoczęła szturm na oblegany od tygodnia, opanowany przez islamistów, Czerwony Meczet w Islamabadzie. Było wiele ofiar śmiertelnych, zginął m.in. wielki mułła meczetu Abdul Raszid Ghazi[17].
- Unia Europejska nominowała Dominika Straussa-Kahna na swojego kandydata na prezesa Międzynarodowego Funduszu Walutowego[18].
- Watykańska Kongregacja Nauki Wiary ogłosiła dokument „Odpowiedzi na pytania dotyczące niektórych aspektów nauki o Kościele” powtarzający, że „Kościół Chrystusowy, mimo podziału chrześcijan, nadal istnieje w pełni jedynie w Kościele katolickim”, a nominacjom protestanckim odmówiono nawet nazwy „kościoła”, określając je jako „wspólnoty kościelne”. Z kolei kościoły prawosławne określone zostały jako „zranione”[19].

## 11 lipca 2007
- Chile odmówiło ekstradycji do Peru byłego peruwiańskiego prezydenta Alberto Fujimoriego[20].
- W Korei Północnej, aby zapobiec przenikaniu obcych wpływów, zamyka się bary karaoke[21].

## 12 lipca 2007
- W Irlandii Północnej tysiące Oranżystów wzięło udział w pochodach upamiętniających bitwę pod Aughrim[22].
- 7 osób zostało rannych w tradycyjnej gonitwie byków organizowanej w Pampelunie[23].
- W Lesotho oficjalnie ogłoszono kryzys żywnościowy. Głód dotknął już ok. 20% populacji kraju[24].

## 13 lipca 2007
- Stołeczny sąd rejonowy skazał Jana Rokitę na karę 5000 zł grzywny za zniesławienie Grzegorza Wieczerzaka poprzez nazwanie go „bardzo znanym przestępcą”[25].
- Pielęgniarki zapowiedziały, że w niedzielę zakończą protest przed KPRM i zlikwidują białe miasteczko, które powstało 19 czerwca[26].
- Izba Reprezentantów Stanów Zjednoczonych przegłosowała wycofanie większości wojsk z Iraku do kwietnia przyszłego roku. Prezydent Bush zagroził, że zawetuje każdy ewentualny harmonogram wycofania[27].

## 14 lipca 2007
- Rosja zawiesiła swoje uczestnictwo w traktacie o ograniczeniu sił konwencjonalnych w Europie[28].

## 15 lipca 2007
- O godzinie 17.00, po 27 dniach nietypowego protestu, strajkujące pielęgniarki ogłosiły likwidację białego miasteczka namiotowego przed KPRM w Warszawie. Pielęgniarki zapowiedziały kontynuację walki m.in. o podwyżki, w tym demonstrację w Warszawie 19 września[29].
- Białoruska telewizja ONT pokazała w niedzielę wieczorem 10-minutowy program o rozbiciu siatki „polskich szpiegów”. Rzekomo zatrzymano pięciu wojskowych: czterech obywateli Białorusi i Rosjanina. Jednocześnie pojawiły się sprostowania co do polskiej inspiracji rzekomych szpiegów[30].
- 83-letni Szymon Peres został zaprzysiężony na prezydenta Izraela[31].
- Rządu Sudanu podpisał zawieszenie broni z niewielkim odłamem darfurskiego Ruchu na rzeczy sprawiedliwości i równości[32].

## 16 lipca 2007
- Andrzej Lepper i Roman Giertych ogłosili decyzję o utworzeniu nowej partii o nazwie „Liga i Samoobrona”[33].
- Prezydent USA George W. Bush i składający mu wizytę prezydent Polski Lech Kaczyński ogłosili postęp w rozmowach dotyczących budowy elementów tarczy antyrakietowej w Polsce. Strona amerykańska zaakceptowała m.in. zacieśnienie współpracy wojskowej i wywiadowczej z Polską. Prezydent Kaczyński uznał sprawę za „przesądzoną”[34].
- W trzęsieniu ziemi o sile 6,8 stopnia w skali Richtera na japońskiej wyspie Honsiu zginęło 7 osób, a ponad 800 jest rannych[35].
- Argentyńska minister gospodarki Felisa Miceli podała się do dymisji w związku z sumą ok. 60.000 dolarów gotówką znalezioną w jej biurze[36].

## 17 lipca 2007
- Przebywający w Kalifornii Lech Kaczyński wręczył wdowie po Ronaldzie Reaganie – Nancy – przyznany mu pośmiertnie Order Orła Białego. Prezydent Polski zwiedził też bazę wojskową Vanderberg – miejsce prób z systemem obrony antyrakietowej[37].

## 18 lipca 2007
- W katastrofie lotniczej na lotnisku w São Paulo zginęło blisko 200 osób. Airbus A320 linii TAM Linhas Aéreas ze 186 osobami na pokładzie nie wyhamował w deszczu na pasie startowym, przeciął drogę i uderzył w zbiorniki z paliwem[38].

## 19 lipca 2007
- Jonathan Schaeffer opublikował informację o kompletnym rozpracowaniu gry w warcaby. W przypadku, gdy żaden z graczy nie popełni błędu, każda partia kończy się remisem[39].

## 20 lipca 2007
- W nocy z piątku na sobotę ukazał się siódmy tom przygód Harry’ego Pottera – Harry Potter and the Deathly Hallows autorstwa J.K. Rowling[40].
- Sąd w Chicago nie zgodził się na ekstradycję Edwarda Mazura do Polski[41].

## 21 lipca 2007
- 72-letnia Pratibha Patil została pierwszą kobietą – prezydentem Indii[42].

## 22 lipca 2007
- Prezydent Lech Kaczyński ogłosił żałobę narodową. Ma ona trwać od poniedziałku do środy[43].
- W wypadku polskiego autokaru w pobliżu Grenoble zginęło 26 osób[44][45].

## 23 lipca 2007
- Elżbieta Jakubiak została powołana na urząd ministra sportu i turystyki[46].
- W wieku 93 lat zmarł były król Afganistanu Mohammad Zaher Szah[47].
- Tłumacz Andrzej Polkowski podał datę polskiego wydania VII tomu sagi o Harrym Potterze – Harry Potter and the Deathly Hallows. Książka zostanie w Polsce wydana 25 stycznia 2008 roku[48].

## 24 lipca 2007
- Marie-Noëlle Thémereau ustąpiła ze stanowiska przewodniczącej rządu Nowej Kaledonii[49].

## 26 lipca 2007
- Co najmniej 21 osób zginęło, a ponad 60 zostało rannych w wybuchu samochodu-pułapki niedaleko targowiska w centrum Bagdadu[50].

## 27 lipca 2007
- Byłemu premierowi Francji Dominique'owi de Villepin postawiono zarzuty „wspólnictwa w oszczerczej denuncjacji” w związku z tzw. aferą Clearstream[51].

## 29 lipca 2007
- Rządząca Japonią Partia Liberalno-Demokratyczna (PLD) premiera Shinzō Abe przegrała niedzielne wybory do wyższej izby parlamentu, Izby Radców. Zwyciężyła Partia Demokratyczna (60 miejsc)[52].

## 30 lipca 2007
- W wieku 95 lat zmarł Michelangelo Antonioni, włoski reżyser filmowy[53].
- W wieku 89 lat zmarł Ingmar Bergman, szwedzki reżyser filmowy[54].

## 31 lipca 2007
- Zakończenie po 38 latach brytyjskiej misji Banner („Sztandar”) w Irlandii Północnej[55].
- Wojciech Mojzesowicz został powołany na urząd ministra rolnictwa i rozwoju wsi[56].